# Unterauersbach
Unterauersbach är en ort i  kommunen Gnas i Österrike. Den ligger i distriktet Südoststeiermark i förbundslandet Steiermark.
Unterauersbach var tidigare en självständig kommun, men blev den 1 januari 2015 en del av kommunen Gnas.  Kommunen bestod av tre orter (Ortschaften) (inom parentes invånarantal 1 januari 2024):
- Glatzental (126)
- Oberauersbach (84)
- Unterauersbach (220)